# Elvis' Christmas Album
Elvis' Christmas Album (também relançado como It's Christmas Time) é o terceiro álbum de estúdio e o primeiro álbum natalino do cantor e músico estadunidense Elvis Presley, lançado pela RCA Victor em 15 de outubro de 1957. Foi incluído nesse LP o compacto duplo denominado Peace in the Valley que fora lançado no começo do mesmo ano. Em algumas músicas como "I Believe", "Oh Little Town of Bethlehem", "Peace in the Valley" e "I'll Be Home For Christmas", Elvis demonstra o poder de sua voz, para surpresa de muitas à época, principalmente nas notas graves. A música "White Christmas" foi um dos maiores sucessos da carreira do cantor americano Bing Crosby na década de 1940, já "Silent Night" é a famosa Noite Feliz.

## Faixas
| Lado 1 |                                          |                                  |                       |         |  |
| N.º    | Título                                   | Compositor(es)                   | Data de gravação      | Duração |  |
| 1.     | "Santa Claus Is Back in Town"            | Jerry Leiber Mike Stoller        | 7 de setembro de 1957 | 2:22    |  |
| 2.     | "White Christmas"                        | Irving Berlin                    | 6 de setembro de 1957 | 2:23    |  |
| 3.     | "Here Comes Santa Claus"                 | Gene Autry Oakley Haldeman       | 6 de setembro de 1957 | 1:54    |  |
| 4.     | "I'll Be Home for Christmas" (com Quavo) | Kim GannonWalter KentBuck Ram    | 7 de setembro de 1957 | 1:53    |  |
| 5.     | "Blue Christmas"                         | Billy Hayes Jay Johnson          | 5 de setembro de 1957 | 2:07    |  |
| 6.     | "Santa Bring My Baby Back (To Me)"       | Aaron Schroeder Claude Demetrius | 7 de setembro de 1957 | 1:54    |  |

| Lado 2         |                                              |                                                  |                       |         |  |
| N.º            | Título                                       | Compositor(es)                                   | Data de gravação      | Duração |  |
| 1.             | "O Little Town of Bethlehem"                 | Phillips Brooks Lewis Redner Elvis Presley       | 7 de setembro de 1957 | 2:35    |  |
| 2.             | "Silent Night"                               | Joseph Mohr Franz Gruber Presley                 | 6 de setembro de 1957 | 2:23    |  |
| 3.             | "(There'll Be) Peace in the Valley (For Me)" | Thomas A. Dorsey                                 | 13 de janeiro de 1957 | 3:22    |  |
| 4.             | "I Believe" (com Quavo)                      | Ervin Drake Irvin Graham Jimmy Shirl Al Stillman | 12 de janeiro de 1957 | 2:05    |  |
| 5.             | "Take My Hand, Precious Lord"                | Dorsey                                           | 13 de janeiro de 1957 | 3:16    |  |
| 6.             | "It Is No Secret (What God Can Do)"          | Stuart Hamblen                                   | 19 de janeiro de 1957 | 3:53    |  |
| Duração total: | Duração total:                               | Duração total:                                   | Duração total:        | 30:09   |  |

## Paradas musicais
- Estados Unidos - 1º - Billboard Pop, Cashbox Pop - 1957
- Inglaterra - 2º - Record Mirror - 1957

## Músicos
- Elvis Presley: Voz e Violão
- Scotty Moore: Guitarra
- Bill Black: Baixo
- D.J.Fontana: Bateria
- Dudley Brooks: Piano
- Gordon Stoker: Piano
- Hoyt Hawkins: Órgão
- Millie Kirkham e The Jordanaires: Vocais